# Thessia
Thessia là một chi bướm ngày thuộc họ Bướm nâu.